# Tau2 Lupi
Pour les articles homonymes, voir Tau Lupi.
Désignations
Tau2 Lupi (en abrégé τ2 Lup) est une étoile binaire de la constellation australe du Loup. Elle est visible à l'œil nu avec une magnitude apparente combinée de 4,35. Le système présente une parallaxe annuelle de 10,22 mas mesurée par le satellite Hipparcos, ce qui indique qu'il est distant d'environ ∼ 320 a.l. (∼ 98,1 pc) de la Terre.
Tau2 Lupi est une étoile binaire visuelle. Ses deux composantes orbitent l'une autour de l'autre avec une période de 26,2 ans et selon une excentricité élevée de 0,94. Sa composante la plus brillante, désignée Tau2 Lupi A, est une étoile sous-géante jaune-blanc de type spectral F4 IV et de magnitude visuelle 4,93. Son compagnon, Tau2 Lupi B, est une étoile de type A de magnitude 5,55 et de type spectral incertain A7.